# Neurodata Lab
Neurodata Lab — проектная компания и исследовательская лаборатория в области аффективных наук и когнитивных технологий. Neurodata Lab специализируется на разработке систем для распознавания и синтеза эмоций, детекции и анализа движений, неинвазивных методов измерения физиологических сигналов, сборе и анализе аффективных данных.

## Описание и история
- Neurodata Lab была основана в апреле 2016 года. Компания является центром компетенций в области эмоционального искусственного интеллекта и аффективных наук и осуществляет деятельность на международных рынках, имеет представительства в России, Италии, Швейцарии и США[1].
- В июле 2017 года компания привлекла 1,3 млн долларов США[3].
- В марте 2018 года Neurodata Lab совместно с университетом ИТМО провела первую в России конференцию по эмоциональному искусственному интеллекту[4].
- 9 октября 2018 года Neurodata Lab объявила о партнерстве с робототехнической компанией Promobot. Нейросетевые технологии Neurodata Lab позволят роботам Promobot распознавать 20 эмоций и когнитивных состояний, адаптировать стратегию общения в зависимости от эмоционального состояния собеседника, а также отвечать в более живой манере благодаря технологии синтеза эмоционального ответа[5][6][7][8]. 1 ноября робот определял 7 эмоций посетителей выставки TechDay Росбанка[9].
- 14 февраля 2019 года Росбанк начал тестирование нейросетевой технологии распознавания эмоций в голосе клиента, разработанной компанией Neurodata Lab, как часть пилотного проекта по анализу удовлетворенности клиентским сервисом в режиме реального времени[10].
- 26 сентября 2019 года опубликована препринт-версия[11] совместного исследования ирландских (Dublin City University, Queen’s University Belfast), британских (University College London) и немецких (University of Bremen) ученых под общим руководством Дамьена Дюпре (Damien Dupré), посвященного анализу и сравнению существующих решений в области детекции и распознавания эмоций по лицу (при этом учитывались как сыгранные, так и спонтанные экспрессии), разрабатываемых компаниями — лидерами на рынке Emotion AI. Алгоритмы от Neurodata Lab по результатам исследования вошли в глобальный топ-3[12] по полноте, точности и корректности распознавания.

## Технологии
Программное обеспечение Neurodata Lab для распознавания эмоций не требует носимых датчиков или специального оборудования, кроме веб-камеры и микрофона. Технология обнаруживает, распознает и анализирует эмоциональное и социальное поведение, используя нейронные сети, компьютерное зрение и методы глубокого обучения.

#### Эмоциональные вычисления
Эмоции могут проявляться по нескольких каналам (модальностям): мимике и микроэкспрессиям лица, глазодвигательной активности, голосовым характеристикам, движениям и позиции тела, а также выражаться через физиологию вроде учащенного сердцебиения. Точность распознавания эмоций по каждой модальности в отдельности в среднем на 9,8 % ниже точности в системах для совокупного анализа данных, поступающих по всем каналам одновременно (в 85 % случаев). Такой мультимодальный подход положен в основу технологий Neurodata Lab.
Индустрия технологий для детекции эмоций и сформировавшийся под нее рынок получили название эмоциональных, или аффективных, вычислений. В более широком понимании обучение машин распознаванию и синтезу эмоций является частью большого проекта по созданию эмоционального искусственного интеллекта.

#### Бизнес-применение
Технологии распознавания эмоций применяются в различных сферах: банковской и страховой отраслях, ритейле, автомобильной отрасли, игровой индустрии, коммуникациях, робототехнике, нейромаркетинге, безопасности, цифровой медицине.

## Проекты и продукты

#### Распознавание эмоций
Ключевая технология Neurodata Lab позволяет распознавать 20 аффективных и когнитивных состояний.

#### Трекинг
Несколько трекеров составляют основу технологии Neurodata Lab для распознавания эмоций:
- Face Tracker: распознавание лица в кадре, а также его отдельных элементов (положения глаз, рта, носа, и других нейросетевых признаков, не поддающихся общепринятой трактовке).
- Диаризация для определения наличия человеческой речи в аудиопотоке, а также вычленения голоса говорящего, если в момент речи присутствует несколько голосов.
- Body Tracker: отслеживание движений тела и рук в видеопотоке.
- Eye Tracker: Извлечение данных о движении глаз.
- Heart Rate Tracker: Определение пульса с помощью видеокамеры.
- Respiration Rate Tracker: Определение частоты дыхания с помощью видеокамеры.

#### Онлайн платформы
Emotion Miner — глобальная платформа по онлайн-аннотированию видеофайлов — сбора, разметки, анализа и процессинга эмоциональных данных на основе англоязычных видеофрагментов, извлеченных из существующего публичного контента (интервью, дебаты, ток-шоу и др.).

#### Аффективные датасеты
RAMAS — первый в мире русскоязычный мультимодальный аффективный набор данных. Доступен для бесплатного использования для академических учреждений, университетов, лабораторий и некоммерческих организаций в исследовательских целях.
Emotion Miner Data Corpus — датасет, собранный по итогам работы платформы Emotion Miner. На сегодняшний день Emotion Miner Data Corpus — один из крупнейших размеченных мультимодальных эмоциональных видеодатасетов.

## Научная деятельность
С момента создания Neurodata Lab выстраивает коллаборации с академическими институтами, университетами, лабораториями и профильными центрами компетенций в США, Европе и России, и активно участвуют в крупных зарубежных конференциях, публикуют академические статьи. По состоянию на 2018 год компания развивала несколько коллабораций с рядом университетов и научных лабораторий, как в России, так и за рубежом, в том числе вела совместные проекты с ВШЭ, МГУ, ИТМО, СколТехом и университетами Ульма, Глазго, Женевы, Генуи.

### Публикации и конференции
- Classification of affective and social behaviors in public interaction for affective computing and social signal processing
- RAMAS: Russian Multimodal Corpus of Dyadic Interaction for studying emotion recognition
- Automatic detection of multi-speaker fragments with high time resolution
- Kinematic predictors for the moving hand illusion
- Recognition of mixed facial emotion has correlates in eye movement parameters
- Multimodal Approach to Engagement and Disengagement Detection with Highly Imbalanced In-the-Wild Data